# Helen Keller
Helen Adams Keller (Tuscumbia, Alabama, SAD, 27. lipnja 1880. – Easton, Connecticut, 1. lipnja 1968.), američka književnica i aktivistica.

## Životopis
Rodila se u časničkoj obitelji koja je bila u velikim vezama s vojskom Konfederacije tijekom američkog građanskog rata. Otac Arthur H. Keller je bio bivši časnik južnjačke vojske, a mati Kate Adams Keller je bila svojta slavnog južnjačkog generala Roberta Edwarda Leeja.
Od djetinjstva je bila slijepa i gluha. Nakon dugotrajnog procesa, uz pomoć učiteljice i kasnije životne pratiteljice Anne Sullivan, uspjela je naučiti sporazumijevati se s okolinom te završiti školu. Naučila je nekoliko stranih jezika, a u učenju je iskazala izvanredan smisao za književni i znanstveni rad. Godine 1904. diplomirala je na Radcliffe Colledgeu.
Uz književni rad Keller je bila aktivna u Američkoj zakladi za slijepe (American Foundation for the Blind), gdje je radila na prosvjećivanju i osvješćivanju javnosti za probleme slijepih i gluhonijemih osoba te poboljšanju državne skrbi za slijepe. Obišla je i održavala predavanja u četrdesetak zemalja svijeta.

## Djela
Keller je napisala dvanaest knjiga i više članaka. Od poznatijih djela valja navesti:
- Priča mojega života (The Story of My Life, 1903.)[4]
- Optimizam (Optimism, 1903.)[5]
- Svijet u kojem živim (The World I Live In, 1908.)
- Iz mraka (Out of the Dark, 1913.)
- Moja religija (My Religion, 1927.)[6]
- Dnevnik Helen Keller (Helen Keller’s Journal, 1938.)
- Imajmo vjere (Let Us Have Faith, 1940.)
- Otvorena vrata (The Open Door, 1957.)

## Značaj
Keller je za svoj rad dobila brojna priznanja, a postala je i jednom od najpopularnijih ikona američke popularne kulture i simbol invalida koji uspijevaju prebroditi svoju hendikepiranost. O njoj su snimani igrani i dokumentarni filmovi te rađene predstave.
Iz suradnje Helen Keller i američkog veletrgovca Georgea Kesslera, koja je započela tijekom Prvog svjetskog rata pomaganjem oslijepjelim vojnicima, izrasla je zaklada za pomoć slijepima te pothranjenoj djeci Helen Keller International.

## Vanjske poveznice
Mrežna mjesta
- Helen Keller, The Story of My Life (engl.)
- Helen Keller International, zaklada Helen Keller (engl.)
- Helen Keller, Encyclopedia of Alabama, www.encyclopediaofalabama.org (engl.)